# Galizona
Galizona (z francouzského calichon), někdy též mandor/mandora, je strunný hudební nástroj patřící do rodiny loutnových nástrojů, Má 6 sborů nebo strun obvykle delších menzur.

## Původ
Galizona vznikla zřejmě na konci 17. století ve středoevropském prostoru, zahrnujícím severní Itálii, Německo a habsburské země zejména Čechy a Moravu. Nejstarší zmínky o tomto nástroji i jeho repertoáru pocházejí právě z české kotliny a z Moravy, a proto se jeho možný původ předpokládá mj. právě zde. Koncepčně nástroj vychází z tradiční pětisborové chitarry italiany a jeho mnohofremný název odkazuje k typicky třístrunnému italskému basovému loutnovému nástroji s dlouhou menzurou - colascionu. Dlouhá menzura, dosahující až 970 mm je právě typickým znakem galizony.

## Charakter
Galizona je díky své dlouhé menzuře laděna v basové poloze, například ADGcea a proto je nástroj vhodný pro hru basso continuo, nicméně má i svůj sólový repertoár a byla také oblíbeným orchestrálním nástrojem (Telemann). Tomáš Baltazar Janovka uvádí, že galizona byla ostruněna jak sborově, tak jednoduše. V této variantě je galizona nefalšovanou loutnovou "basicí". Dlouhá menzura a vyšší tah strun působí i při standardním rozměru korpusu poměrně nečekaný výkon i témbr, blížící se theorbě. S theorbou soutěžila i v tónovém rozsahu, skladnosti a zejména v možnosti chromatické hry v basu. To vše bylo důvodem její enormní popularity.
Je doloženo poměrně časté užití galizony společně s harfou, o čemž svědčí záznamy z premonstrátského kláštera Hradisko u Olomouce. Z roku 1693 je zde zapsána zpráva o hudbě na housle, harfu, gambu, galizonu a violon a během oběda se pak hrálo na dvoje housle, harfu, galizonu, gambu a violon. "
Poznamenejme, že pro pořízení nahrávky české hudby z konce 17. století byly oba tyto typicky české nástroje použity vůbec poprvé!